# Casa William C. Boydell
La Casa William C. Boydell es una casa doble ubicada en 4614 Cass Avenue en Midtown Detroit, Míchigan. Se encuentra en el Distrito Histórico Warren-Prentis y fue incluido en el Registro Nacional de Lugares Históricos en 1982.

## Historia
William C. Boydell nació en 1849 en Staffordshire, Inglaterra. Sus padres pronto emigraron a London, Ontario, y cinco años más tarde se mudaron a Detroit, donde Boydell asistió a la escuela. En 1865 comenzó a trabajar como empleado en los trabajos de pintura de James H. Worcester. En 1867 William y su hermano mayor John comenzaron su propia firma, Boydell Brothers White Lead and Color Company, con William como vicepresidente. La empresa fue propiedad de la familia Boydell hasta 1959.
En 1895, William Boydell construyó esta casa doble, diseñada por Almon Clother Varney como su hogar. Vivió allí hasta su muerte en 1902.

## Arquitectura
Es una residencia de estilo Beaux-Arts de tres pisos de ladrillo y piedra caliza con techo a cuatro aguas, construida para parecerse a una casa unifamiliar. La fachada frontal está compuesta por un par de terrazas revestidas con paredes de roca. El frente de las dos unidades está unificado por un friso de ladrillos que corre debajo de los aleros y por piedra caliza en bandas en el primer piso.